# 高安右人
高安右人（1860年9月4日—1938年11月20日），日本医生。他是大动脉炎（高安病）的发现者。

## 生平
高安右人于1860年9月4日出生于日本肥前国小城郡西多久村（现佐贺县多久市）。1887年毕业于东京帝国大学，并于1888年开始担任第四高等学校医学部教授。
1908年，高安右人在日本眼科年会上首次报道了一例22岁女性患者视网膜血管病变的病例，他也因此成为首位大动脉炎的报告者，为了表彰他的贡献，大动脉炎也被称为高安病。
1938年11月20日，高安右人因直肠癌去世。